# Пусанский метрополитен
Пуса́нский метрополите́н (кор. 부산도시철도; Пусан тоси чхольто) — система скоростного рельсового внеуличного электротранспорта Пусана, второго по величине города Южной Кореи, и частично провинции Кёнсан-намдо. Был открыт 23 июня 1981 года. Состоит из пяти линий и 144-х станций. Линии с первой по четвёртую управляются Пусанской муниципальной транспортной корпорацией, легкорельсовый транспорт Пусан — Кимхэ — АО «Легкорельсовый транспорт Пусан — Кимхэ», линия Тонхэсон — Корейской национальной железнодорожной корпорацией. На всех станциях установлены платформенные раздвижные двери.
Метро Пусана – самый популярный, удобный и выгодный вид общественного транспорта, услугами которого ежедневного пользуется более миллиона пассажиров. Линии Пусанского метрополитена охватывают центр города и большинство районов, а также соседние города Кимхэ и Янсан.

## Подвижной состав
Все объявления в поездах и на станциях на двух языках: корейском и английском, а на станций «Синпхён», «Чунан», «Вокзал Пусан», «Сомён», «Тоннэ», «Нопхо», «Чансан», «Хэундэ», «Суён», «Кванан», «Сасан», «Токчхон», «Янсан», «Тэджо», «Минам» и «Анпхён» также на японском и китайском. В каждом вагоне имеется огнетушитель, есть возможность открытия дверей вручную в случае экстренной ситуации.
Четвёртая линия является первой линией метрополитена без машиниста, легкорельсовой транспортной системы и метрополитена на шинном ходу в Корее. Легкорельсовый транспорт Пусан — Кимхэ является второй линией метрополитена без машиниста и легкорельсовой транспортной системы в стране.
Голос звука объявления в поездах станции «Спортивный комплекс» — футболиста или главного тренера ФК «Пусан Ай Парк», бейсболиста команды «Lotte Giants» или баскетболиста команды «KT Sonicboom».

## Линии метрополитена
| Линии                                  | Конечные (Район)                                 | Год открытия | Последнее расширение | Длина (км) | Станции |
| -------------------------------------- | ------------------------------------------------ | ------------ | -------------------- | ---------- | ------- |
| Линия 1                                | Тадэпхо-хэсуёкчан (Саха-гу) — Нопхо (Кымджон-гу) | 1985         | 2017                 | 40.4       | 40      |
| Линия 2                                | Чансан (Хэундэ-гу) — Янсан (город Янсан)         | 1999         | 2008                 | 45,2       | 43      |
| Линия 3                                | Тэджо (Кансо-гу) — Суён (Суён-гу)                | 2005         |                      | 18,1       | 17      |
| Линия 4                                | Анпхён (Киджан) — Минам (Тоннэ-гу)               | 2011         |                      | 12,0       | 14      |
| Легкорельсовый транспорт Пусан — Кимхэ | Каядэ (город Кимхэ) — Сасан (Сасан-гу)           | 2011         |                      | 23,2       | 21      |
| Тонхэсон                               | Пуджон (Пусанджин-гу) — Ильгван (Киджан-гун)     | 2016         |                      | 30,5       | 14      |

## Оплата проезда
Стоимость единоразового билета составляет 1400 KRW до 10 км пути и 1600 KRW свыше 10 км. Он действует на всех видах общественного транспорта, но пересадка платная: от 200 до 700 KRW. Также проезд можно оплачивать накопительной картой T-money, в этом случае его стоимость будет несколько ниже: 1300 KRW до 10 км и 1500 KRW свыше 10 км, пересадки также обойдутся дешевле. Кроме того, доступны билеты: на 1 день стоимостью 5000 KRW, на 20 поездок в течение 7 дней – 21 000 KRW и на 60 поездок в течение 30 дней – 60 000 KRW. Вход и выход из метро осуществляется строго через турникет, поэтому билет нужно сохранять до конца поездки.

## Галерея

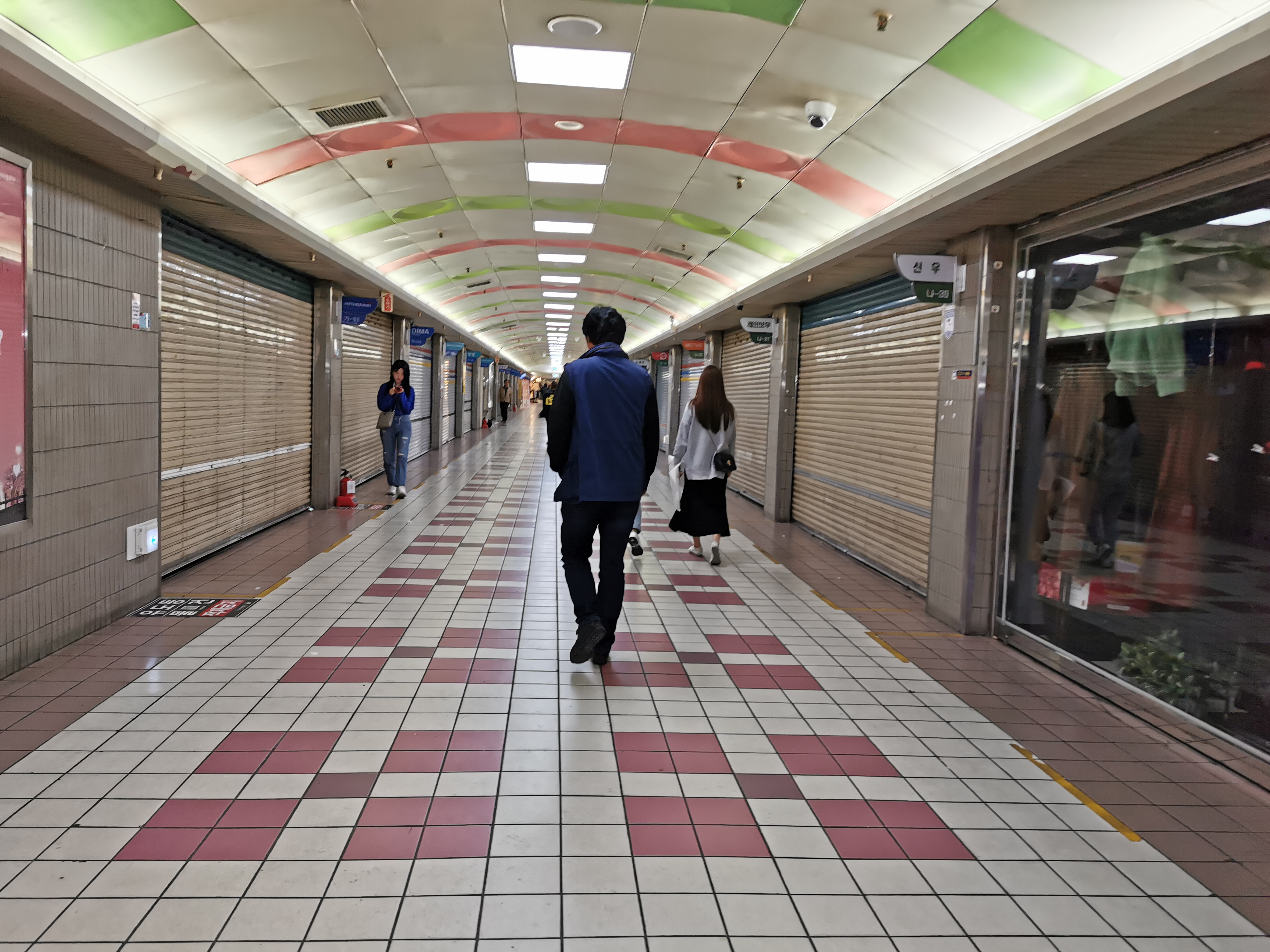
Переходный тоннель между станциями
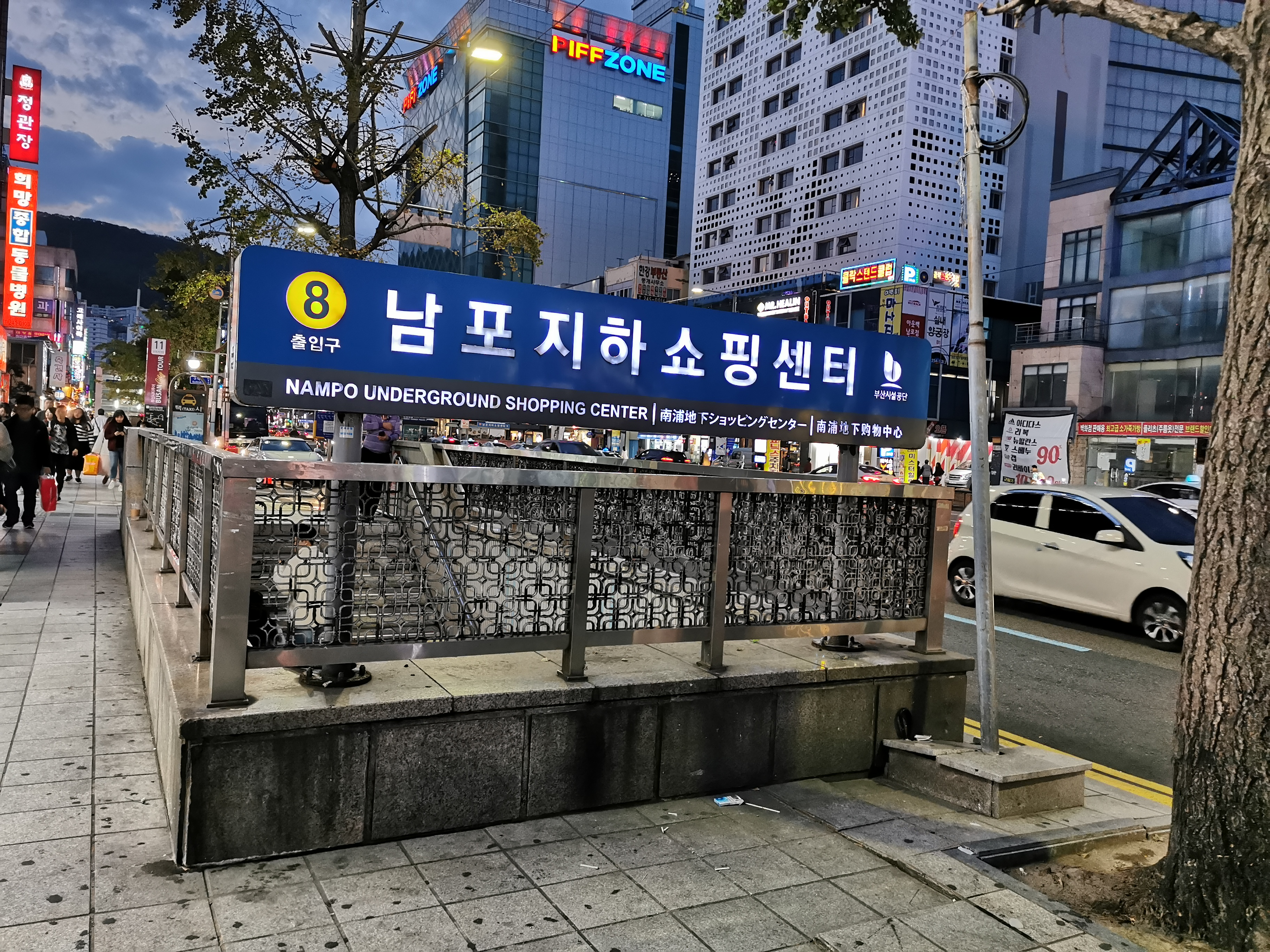
Вход на станцию метро на улице Пусана
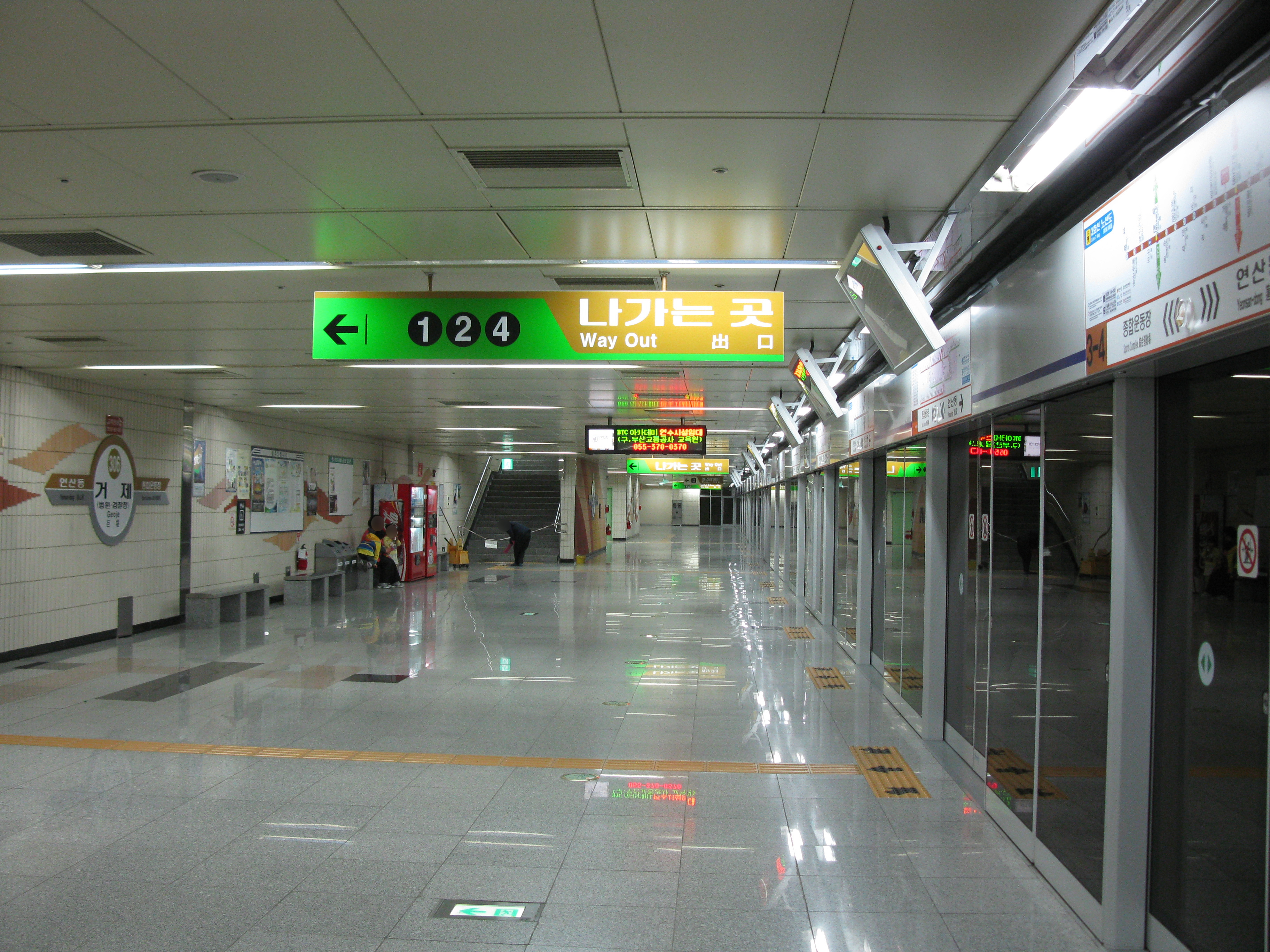
Платформа станции Кодже
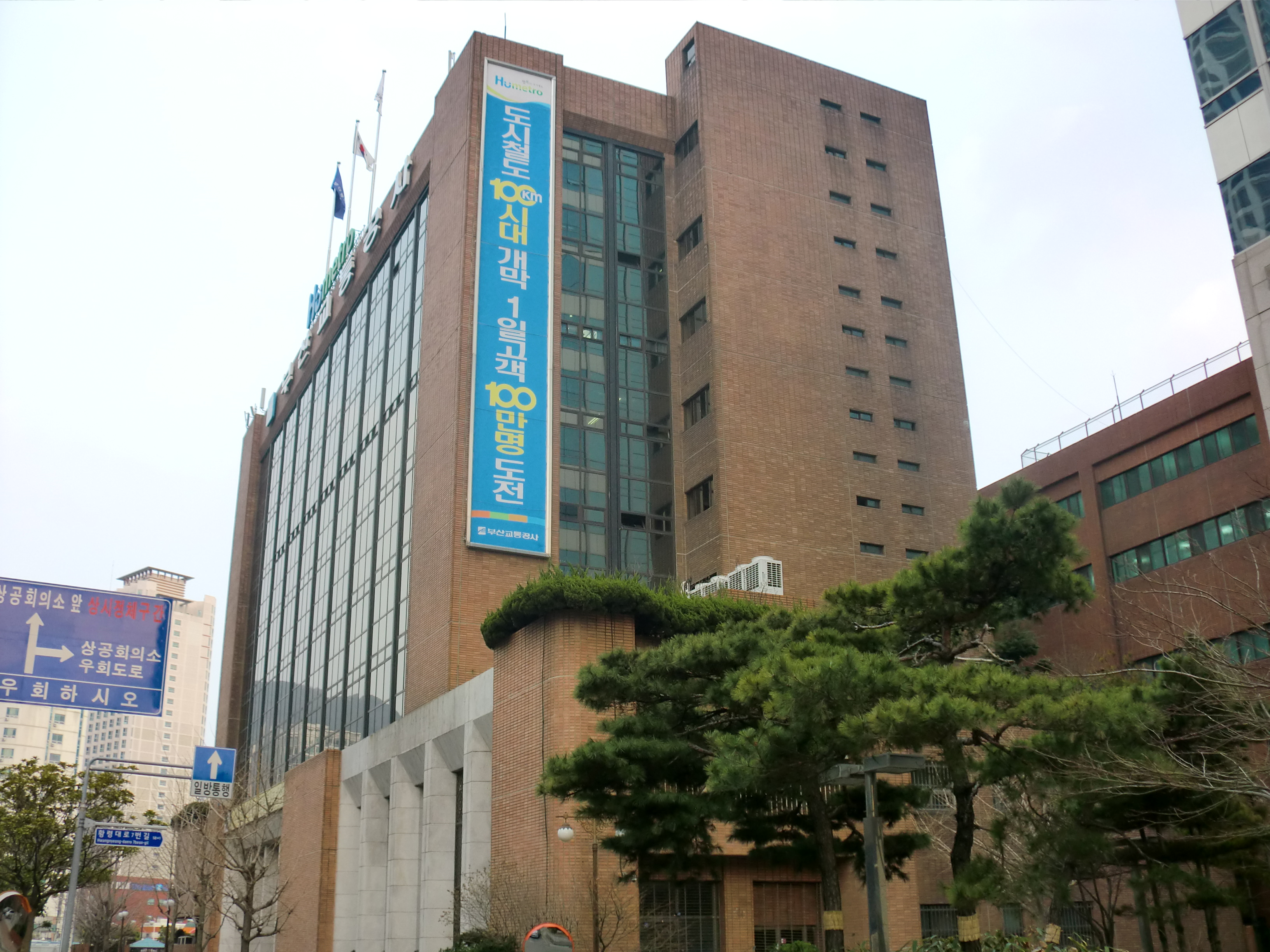
Здание Пусанской транспортной корпорации